# Florisuga mellivora
Colibri-de-nuca-branca ou beija-flor-azul-de-rabo-branco (Florisuga mellivora) é uma espécie de beija-flor da família Trochilidae. A espécie é caracterizada por seu bico fino, e cauda pequena.

## Descrição
Mede 11 – 12 cm, macho pesando 7,4 g e a fêmea 6,5 g. Dimorfismo sexual acentuado. Macho com a cabeça, pescoço e peito azul cintilante metálico com uma grande mancha nucal branca, dorso verde brilhante, barriga e retrizes brancas com as pontas pretas, bico e pés pretos. Fêmea com as partes superiores verdes-amarronzadas-metálicas, partes inferiores com a garganta e peito escuros, escamados de branco e barriga branca pintada de verde e cauda com retrizes verdes, margeadas de preto e branco. O macho imaturo tem uma faixa cor de canela ao lado da garganta. 

## Subespécies
São reconhecidas duas subespécies:
- Florisuga mellivora mellivora (Linnaeus, 1758) - ocorre da região tropical do Sul do México até o Norte da Bolívia e na Amazônia brasileira; ocorre também na ilha de Trinidad no Caribe;
- Florisuga mellivora flabellifera (Gould, 1846) - ocorre na Ilha de Tobago no Caribe. Esta subespécie é maior que a outra subespécie.